# Абобакр Абас
Абобакр Фадлала Абас (арап. أبو بكر فضل الله عباس, романизовано Abobakr Abass; 1. новембар 1998) судански је пливач чија специјалност су трке прсним, слободним и делфин стилом. 

## Спортска каријера
Дебитовао је на међународној сцени на светском првенству у малим базенима у Хангџоуу 2018. где је пливао у квалификационим тркама на 50 делфин (заузео 83. место) и 50 слободно (укупно 97. позиција).   
Годину дана касниеј дебитовао је и на светским првенствима у великим базенима, пошто је у корејском Квангџуу 2019. пливао у квалификационим тркама на 50 слободно (112. место) и 100 прсно (82. место).
Представљао је Судан на Летњим олимпијским играма 2020. у Токију, Јапан. Био је један од носилаца заставе Судана током Параде нација на Летњим олимпијским играма 2020. у оквиру церемоније отварања 23. јула 2021., заједно са веслачем Есраом Когалијем. Он се такмичио у дисциплини 100 метара прсно за мушкарце где није прошао у полуфиналу.